# Wincrange
Wincrange é uma comuna do Luxemburgo, pertence ao distrito de Diekirch e cantão de Clervaux.

## Demografia
Dados do censo de 15 de fevereiro de 2001:
- população total: 3.381
  - homens: 1.700
  - mulheres: 1.681
- densidade: 29,83 hab./km²
- distribuição por nacionalidade:

| Nacionalidade  | População | %      |
| -------------- | --------- | ------ |
| luxemburgueses | 2.825     | 83,56% |
| estrangeiros   | 556       | 16,44% |
| - portugueses  | 123       | 3,64%  |
| - franceses    | 44        | 1,30%  |
| - italianos    | 16        | 0,47%  |
| - belgas       | 204       | 6,03%  |
| - alemães      | 45        | 1,33%  |
| - iuguslavos   | 28        | 0,83%  |
| - outros       | 96        | 2,84%  |

- Crescimento populacional:

| Ano        | População |
| ---------- | --------- |
| 15/02/2001 | 3.381     |
| 01/01/2002 | 3.403     |
| 01/01/2003 | 3.413     |
| 01/01/2004 | 3.462     |
| 01/01/2005 | 3.504     |